# Alex Désert
Alex Désert, né le 18 juillet 1968, est un acteur et chanteur américain. Il est le fondateur du groupe de ska Hepcat.

## Filmographie

### Télévision

#### Téléfilms
- 2014 : Ma sœur est invisible ! : Mr. Perkins, le prof de science

#### Séries télévisées
- 1988 : TV 101 - 17 épisodes : Holden Hines
- 1990 : Flash - 22 épisodes : Julio Mendez
- 1992 : Rock and Love - 13 épisodes : Stan Lee
- 1998 : Becker - 129 épisodes : Jake (VF : Thierry Buisson)
- 2009 : Dr House - épisode : Épisodes 1 et 2 : Toucher le fond et refaire surface : Jay-Bird
- 2014 : Mom - épisode : Toilet Wine and the Earl of Sandwich : Wes
- 2014 : Grey's Anatomy - épisode : Épisode 3 : Des hauts et des bas : Miles Green
- 2016 : Flash - 2 épisodes : Julio Mendez (saison 3, épisode 1 et 12) (VF : Thierry Buisson)
- depuis 2020 : Les Simpson : Carl Carlson et Lou (voix)
- 2022 : Une équipe hors du commun (A League of Their Own) : Edgar Chapman

## Jeux vidéo
- 2006 : Tomb Raider: Legend : Zip
- 2006 : Scarface: The World Is Yours
- 2008 : Tomb Raider: Underworld : Zip
- 2010 : Saints Row: The Third : Zimos
- 2018 : World of Warcraft: Battle for Azeroth : Bwonsamdi